# Vallery
 Vallery  es una comuna y población de Francia, en la región de Borgoña, departamento de Yonne, en el distrito de Sens y cantón de Chéroy.
Su población en el censo de 1999 era de 468 habitantes.
Está integrada en la Communauté de communes Gâtinais Bourgogne .

## Demografía
| 390 | 355 | 343 | 328 | 384 | 468 |
| Para los censos de 1962 a 1999 la población legal corresponde a la población sin duplicidades (Fuente: INSEE [Consultar]) |     |     |     |     |     |